# Maierato
Maierato ist eine Gemeinde in der italienischen Provinz Vibo Valentia (Region Kalabrien) mit 2126 Einwohnern (Stand 31. Dezember 2023). Es liegt 10 km nordöstlich der Provinzhauptstadt Vibo Valentia und grenzt an die Gemeinden Capistrano, Filogaso, Francavilla Angitola, Monterosso Calabro, Pizzo, Polia und Sant’Onofrio.